# Пенна, Роберто
Роберто Пенна (итал. Roberto Penna; 19 апреля 1886, Алессандрия, Пьемонт — неизвестно, Сольбьяте, Ломбардия) — итальянский легкоатлет, выступавший в беге на средние дистанции. Участник летних Олимпийских игр 1908 года.

## Биография
Роберто Пенна родился 19 апреля 1886 года в итальянском городе Алессандрия.
Выступал в легкоатлетических соревнованиях за «Спорт Педестре» из Генуи. В 1903 году стал чемпионом Италии в беге на 1500 метров, после чего стал специализироваться на дистанции 400 метров.
В 1906 году вошёл в состав сборной Италии на внеочередных летних Олимпийских играх в Афинах. Был заявлен в беге на 400, 800 и 1500 метров, но не вышел на старт.
В 1908 году вошёл в состав сборной Италии на летних Олимпийских играх в Лондоне. В беге на 400 метров занял в четвертьфинале 2-е место, показав результат 52,4 секунды и уступив 1,6 секунды попавшему в полуфинал с 1-го места Джону Тэйлору из США.
О дальнейшей жизни данных нет.

## Личный рекорд
- Бег на 400 метров — 54,0 (1906)[1]